# Trichoniscus baschierii
Trichoniscus baschierii är en kräftdjursart som beskrevs av Alessandro Brian 1953. Trichoniscus baschierii ingår i släktet Trichoniscus och familjen Trichoniscidae. Inga underarter finns listade i Catalogue of Life.